# Улица Бараташвили (Тбилиси)
Улица Бараташвили (груз. ბარათაშვილის ქუჩა) — в Тбилиси, одна из центральных улиц города, важная транспортная магистраль. Как продолжение улицы Пушкина от Площади Свободы за улицей Резо Табукашвили ведёт к мосту Бараташвили через реку Кура.

## История

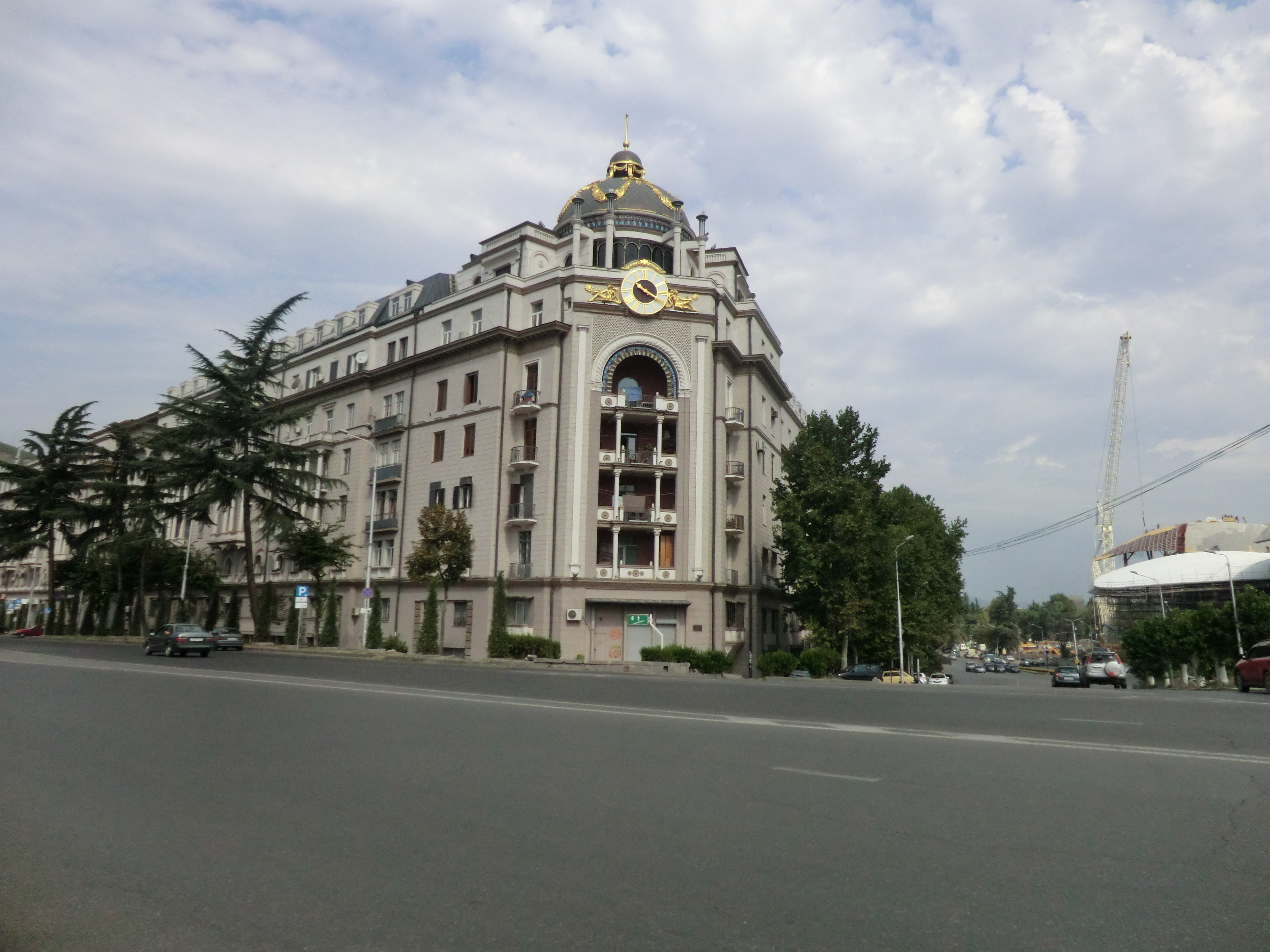
д. 10-12

Названа в 1945 году в честь известного грузинского поэта Николая Бараташвили (1817—1845). Ранее назывался «Тюремный бульвар», с 1843 года — улица Мухрани.
Проходит по границе старого города. На улицу выходили Мухранские ворота крепостной стены, от которых начиналась дорога в Мцхету и Мухранскую долину.
В 1820-х годах потерявшие своё значение крепостные стены были взорваны.
Находившийся перед стенами Сололакский овраг в 1827 году был засыпан, местность спланирована, устроена площадь (современная Площадь Свободы), от неё вниз к Куре прошла улица, хаотично застраивавшаяся и получившая название Крепостной бульвар. В 1843 году улицу переименовали в Мухранскую улицу, по имени местных домовладельцев — князей Мухранских.
У начала улицы в конце XIX века находился базар, получивший название Русского (ныне — площадь Орбелиани).
В 1882 году в месте выхода улицы к Куре через реку была устроена паромная переправа, в 1906 году начались работы над проектом моста в этом месте, и в 1911 году сооружён Мухранский мост. В 1965 году его сменил новый, имени Бараташвили, а очень узкая улица была реконструирована, расширена, после обнаружения фрагментов старой крепостной стены вся застройка перед стеной была снесена. По проекту архитектора Шоты Кавлашвили части этих стен и башен были сохранены, местами надстроены до предполагаемой изначальной высоты, местами были встроены новые, стилизованные под XIX век, здания, что в итоге создало единый архитектурный ансамбль.
Во многом характер застройки улицы в настоящее время определяет жилой дом № 10-12 (1940, архитекторы С. Демчинели, Г. Джандиери, А. Курдиани)
11 мая 1961 года во время своего визита в Грузию по улице проехал приветствуемый горожанами руководитель СССР Никита Хрущёв.

## Достопримечательности
Скульптурная композиция «Берикаоба» (скульптор А. Монаселидзе, 1981)
Памятник Шоте Кавлашвили
Памятник Иоанну Петрици
д. 23 — ресторан «Мухрантубани» (1981, архитектор Шота Кавлашвили)

## Галерея

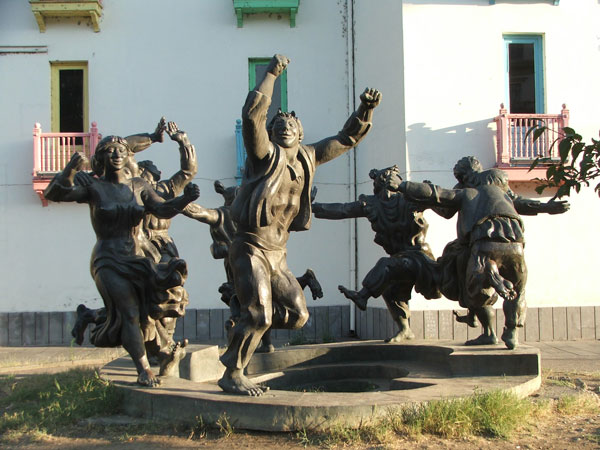
Берикаоба в Тбилиси.
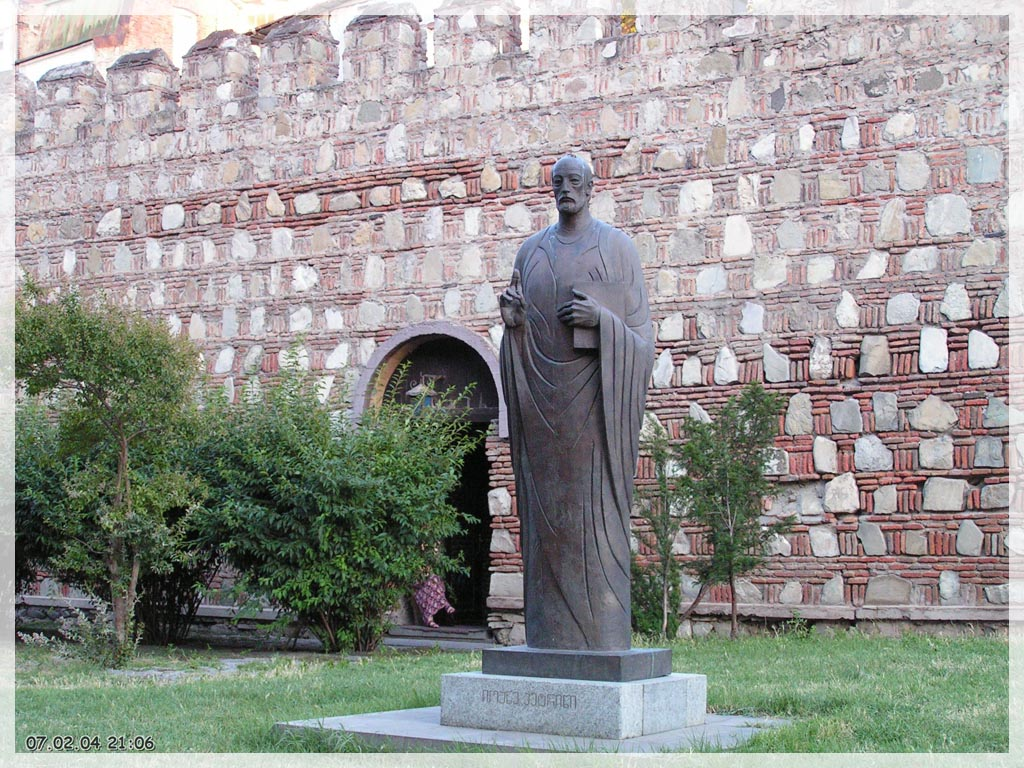
Памятник Петрици
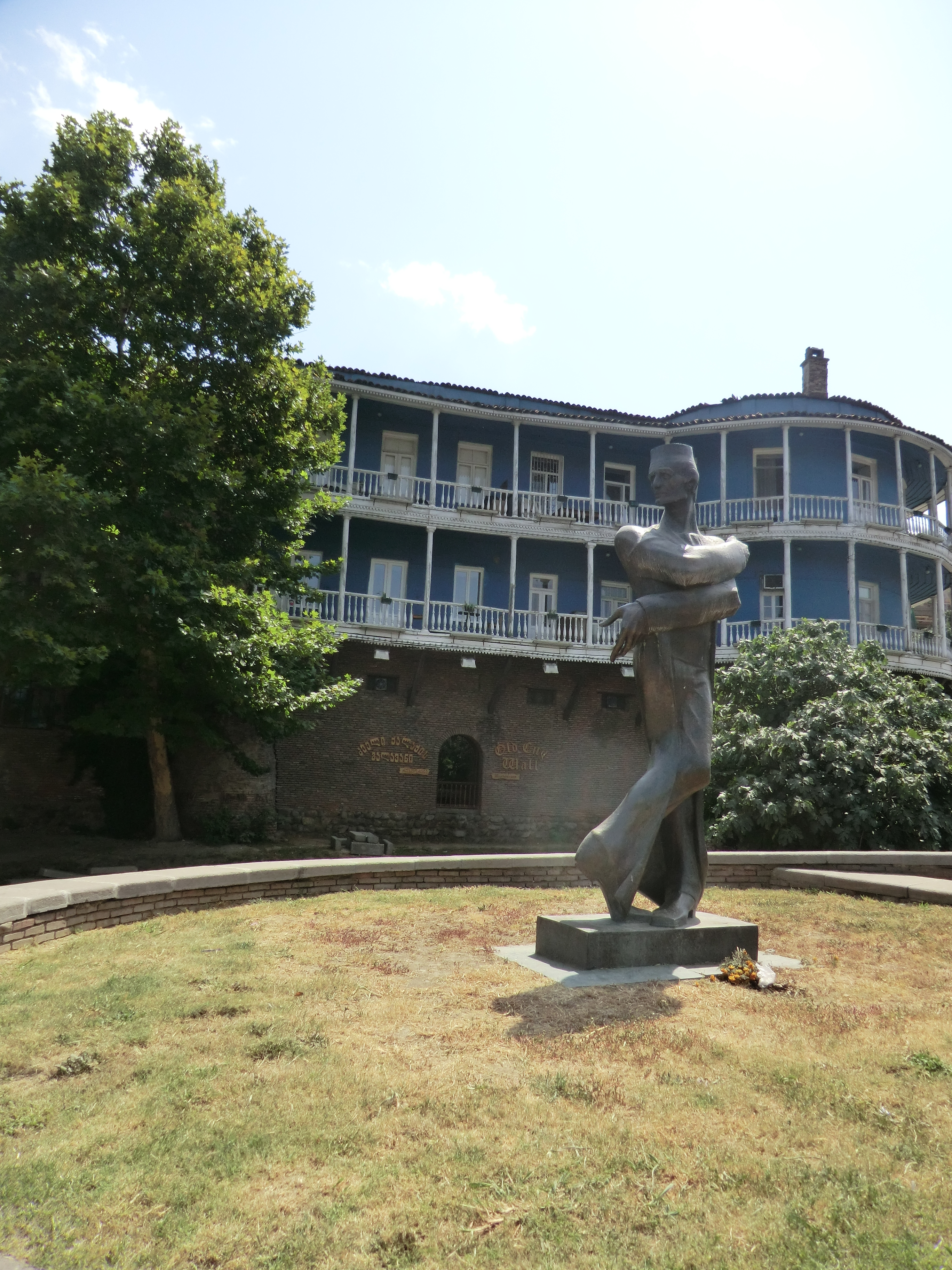
Памятник Кавлашвили

## Известные жители
- д. 8 — Булат Окуджава[8]
- д. 10-12 — Юрий Кобаладзе[9]